# Landsberied

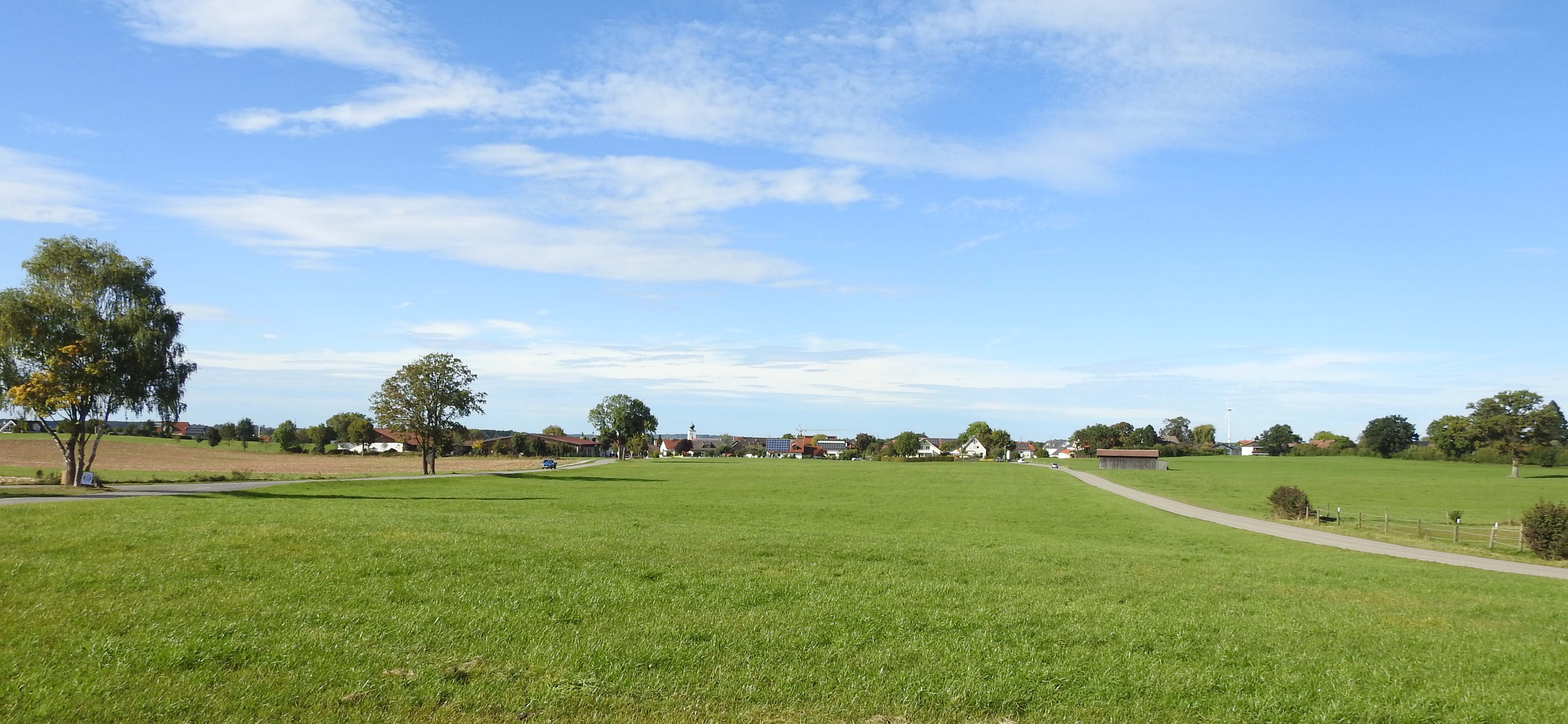
Landsberied von Süden

Landsberied ist eine Gemeinde im oberbayerischen Landkreis Fürstenfeldbruck.

## Geografie
Landsberied liegt in der Region München.
Die Gemeinde hat drei Gemeindeteile (in Klammern ist der Siedlungstyp angegeben):
- Babenried (Kirchdorf)
- Hirschthürl (Einöde)
- Landsberied (Kirchdorf)

Es gibt nur die Gemarkung Landsberied.

## Geschichte

### Bis zur Gemeindegründung
Insbesondere die Reste von Viereckschanzen (Schutzwälle für Siedlungen und Gehöfte) lassen auf die Sesshaftigkeit von keltischen Siedlern ca. 1000 v. Chr. schließen.
Zahlreiche Bodendenkmäler und Funde zeugen von der Anwesenheit der Römer im Bereich der Gemeinde. Quer durch das Gemeindegebiet verläuft die Römerstraße von Augsburg nach Salzburg, heute „Via Julia“ genannt. Sie wurde Mitte des 1. Jahrhunderts angelegt. Nach Überlieferungen soll auf dem Schloßberg in der römischen Besatzungszeit ein Castell (römischer Wachturm) gestanden sein.

Landsberied war mit Jesenwang ein Zentrum der Huosi, einer der fünf bayrischen Ur- und Hochadelsgeschlechter des baierischen Stammesherzogtums im Frühmittelalter. Landsberied wird 853 als »Lantbertesrieod« in den Freisinger Traditionsbüchern genannt und bedeutet so viel wie „die Rodung des Lantbert“.  Die Nennung des Hl. Bischof Lantbert von Freising (937–957) als Gründer der Ortschaft ist damit sicher eine Fehlinterpretation. Richtig ist aber, dass der Hl. Lantpert von Freising, der den Grafen von Ebersberg entstammt, mit dem Familienmitglied Eberhard I. († 959), Graf an der Amper, familiäre Beziehungen zur Region hatte.
Der Gemeindeteil Babenried wurde 1148/56 erstmals als Pabenrieth genannt und bedeutet so viel wie die „Rodung des Pabo“, einem Abkömmling des Huosifamiliezweiges der Babo. Die Kirche St. Johannes der Täufer in Babenried stellte sich bei der Renovierung im Jahr 2000 in Teilen noch als romanischer Bau heraus.
Die Klöster Weihenstephan und Fürstenfeld hatten später erhebliche Besitzungen im Gemeindebereich. Von diesen beiden Klöstern sind auch die Wappenbestandteile drei rote Rosen und der goldene Flügel (Weihenstephan) sowie der rot/silberne Zisterzienser-Schachtbalken (Fürstenfeld) für das Gemeindewappen entnommen. Landsberied gehörte bis zur Bildung des Landgerichts Bruck (1823) zum Landgericht Landsberg; mit dem Gemeindeedikt von 1818 die heutige Gemeinde.
Der Weiler Hirschthürl wurde 1147 als Hirzduri erstmals urkundlich erwähnt. Der Name verweist auf die höfische Jagd, für die Hecken errichtet wurden, an deren „Toren“ Wild mit Netzen und Schlingen gefangen wurde. Der Adelige Otto von Altmanstein schenkte seinen Besitz in Hirschthürl 1147 dem Kloster Tegernsee. Später gehörte der Ort zum Schloss Lichtenberg bei Landsberg am Lech.

### 20. Jahrhundert
Die Kirche St. Johannes Enthauptung wurde 1932/33 im neubarocken Stil erbaut. 1963 wurde Landsberied Bundessieger im Wettbewerb „Unser Dorf soll schöner werden“.

### Einwohnerentwicklung
Zwischen 1988 und 2018 wuchs die Gemeinde von 893 auf 1617 um 724 Einwohner bzw. um 81,1 % – der höchste prozentuale Zuwachs im Landkreis im genannten Zeitraum.
| Jahr      | 1970 | 1987 | 1991 | 1995 | 2000 | 2005 | 2010 | 2015 | 2020 |
| --------- | ---- | ---- | ---- | ---- | ---- | ---- | ---- | ---- | ---- |
| Einwohner | 0593 | 0849 | 0930 | 1031 | 1203 | 1430 | 1501 | 1533 | 1618 |

## Politik und Öffentliche Verwaltung

### Gemeinderat
Bei der Kommunalwahl 2020 wurde der Gemeinderat wie folgt besetzt:
- Freie Wähler Einigkeit (FWE): 5 Sitze (41,40 %)
- CSU: 5 Sitze (38,45 %)
- Grüne: 2 Sitze (20,15 %)

Die Wahlbeteiligung lag bei 75,34 %.

### Bürgermeisterin
An der Gemeindespitze steht seit 1. Mai 2014 Andrea Schweitzer (Freie Wähler Einigkeit); sie wurde am 15. März 2020 mit 74,9 % der Stimmen im Amt bestätigt.

### Verwaltung
Die Gemeinde ist Mitglied der Verwaltungsgemeinschaft Mammendorf.

### Wappen
| Wappen Gde. Landsberied | Blasonierung: „Gespalten durch einen von Silber und Rot in zwei Reihen geschachten Pfahl von Blau und Silber; vorne ein zugewendeter goldener Flügel, hinten übereinander drei rote heraldische Rosen mit goldenen Butzen.“ |
| Wappen Gde. Landsberied | Wappenbegründung: Der von Silber und Rot geschachte Pfahl ist die Abwandlung des Zisterzienserbalkens und weist auf die in der Gemeinde bis zur Säkularisation 1803 bestehende Grundherrschaft der Zisterzienserabtei Fürstenfeld hin. Der Pfahl gilt zudem als heraldisches Straßensymbol und ergibt hier einen Bezug zu der am westlichen Dorfrand vorbeiführenden Römerstraße von Salzburg nach Augsburg. Der Flügel und die drei Rosen stammen aus dem Wappen der Benediktinerabtei Weihenstephan in Freising, die ebenfalls als Grundherrschaft in Landsberied und Babenried von Bedeutung war. Die Feldfarben Blau und Silber entsprechen den Farben der Wittelsbacher und Bayerns. Dieses Wappen wird seit 1968 geführt. |

## Wirtschaft und Infrastruktur
Es gab im Jahr 2020 nach der amtlichen Statistik im Bereich der Land- und Forstwirtschaft keine, im produzierenden Gewerbe 88 und im Bereich Handel und Verkehr 35 sozialversicherungspflichtig Beschäftigte am Arbeitsort. In sonstigen Wirtschaftsbereichen waren am Arbeitsort 17 Personen sozialversicherungspflichtig beschäftigt. Sozialversicherungspflichtig Beschäftigte am Wohnort gab es insgesamt 706. Im verarbeitenden Gewerbe gab es zwei, im Bauhauptgewerbe sieben Betriebe. Zudem bestanden im Jahr 2016 zwölf landwirtschaftliche Betriebe mit einer landwirtschaftlich genutzten Fläche von 486 ha, davon waren 221 ha Ackerfläche und 265 ha Dauergrünfläche.

### Verkehr
Landsberied ist mit zwei Regionalbuslinien des Münchner Verkehrs- und Tarifverbundes und einer Ruftaxilinie erschlossen. Das Gemeindegebiet liegt in den Tarifzonen 3 und 4.
| Linie | Linienverlauf                                                                             | Verkehrsunternehmen |
| ----- | ----------------------------------------------------------------------------------------- | ------------------- |
| 810   | Mammendorf S R – Landsberied – Jesenwang – Moorenweis – Geltendorf S R                    | Omnibus Neumeyr     |
| 822   | Mammendorf – Adelshofen – Jesenwang – Landsberied – Schöngeising S – Fürstenfeldbruck S R | Omnibus Neumeyr     |
| 8200  | Fürstenfeldbruck – Landsberied – Jesenwang – Adelshofen – Moorenweis – Egling an der Paar | Geldhauser          |

## Bildung
- 1 Kindergarten: 83 genehmigte Plätze, 64 betreute Kinde (Stand 2021)